# 粘液

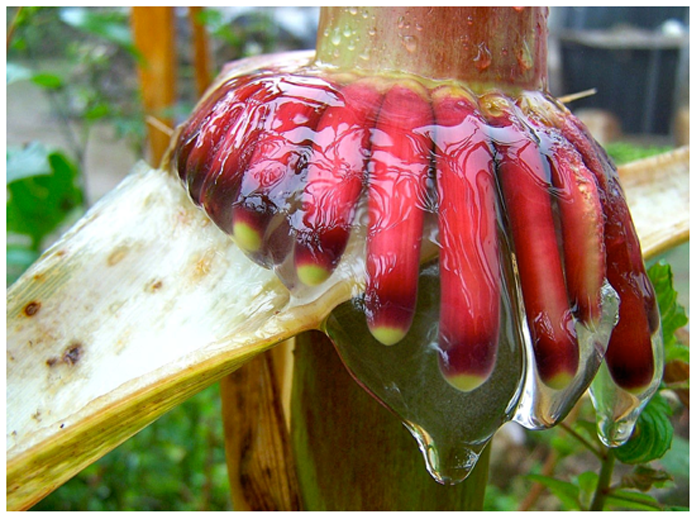
Sierra Mixe cornの粘液。

粘液（ねんえき、英語: mucus）とは、生物が産生し体内外に分泌する粘性の高い液体である。
粘液を産生する細胞は粘液細胞、粘液を分泌する腺は粘液腺と呼ばれ、ほとんどあらゆる多細胞生物に存在する。単細胞生物でも粘液を分泌するものは多い。さらに細菌の莢膜物質を粘液と考える場合もある。
粘液の成分は生物によって、また粘液細胞の種類によってさまざまであるが、一般的にはムチンと総称される糖タンパク質と、糖類、無機塩類などからなる。分子量の大きなタンパク質などを含む粘液は高分子ゲルとしての要素を備え、粘性が高いだけでなく弾性（ヌルヌル、あるいはネバネバした感じ）をも持ち併せる。
脊椎動物の場合、消化管の内壁などに常時粘液に被われた表面があり、それらを粘膜と呼んでいる。
植物の場合（植物粘質物 en:mucilage）、体表面に分泌する例もある（モウセンゴケなどの食虫植物やモチツツジ、あるいは雌蘂の柱頭など）が、体内に蓄積する例もある。そのような物質を蓄えた細胞が散在したり、粘液の入った管があったりと、その状態はさまざまである。また、果実などが分解する過程で粘液になるものもある。
粘液を水滴のような形で保持するものを粘球という。

## 用途
粘液は、生物の体表を物理・化学的に保護する障壁として働くほか、保水、捕食、物質輸送、感覚の補助など、状況に応じて多様な機能を持っている。
体表の保護
- 無脊椎動物や魚類の体表は粘液に被われているものが多い。これは体表を物理的損傷から守る役割がある。ヌタウナギやクガビルは敵に捕まると大量の粘液を出す。また、アオブダイなどは睡眠に先立って口から粘液を吐き出し、寝袋を作ってこの中で眠る。
- 動物の胃は消化液（胃液）とともに粘液を分泌し、消化液から自身を保護するための胃粘液バリアを形成している。
- 植物の根、特に先端部分はムシゲルと呼ばれる粘液性の物質で覆われていることがある。これは根の表皮細胞から分泌された粘液や土壌中の微生物などからなる複合体で、根を保護するだけでなく、特殊な物質代謝の場になっていると考えられている。

保水
- ナメクジやカタツムリなどの体表の粘液は水の蒸散を抑える役割も担っている。カタツムリが休眠する場合、殻の口に粘膜で膜を作って蓋をする。

摂食・捕獲
- オオヘビガイは固着性の巻き貝であるが、口から粘液を出して網のように広げ、これに付着するデトリタスなどを食べる。デトリタス食者には、鰓のようなものを広げ、その表面に粘液を分泌し、そこにデトリタスを吸着させて食べるという繊毛粘液摂食という方法が普通に見られる。クモは網に粘液が付いており、これに附着した昆虫を食べる。
- 口から粘液を発射して捕まえるというのもある。クモ類のユカタヤマシログモ、カギムシなどがこれを行う。
- カメレオンやアリクイは舌を伸ばしてえさをとるが、この際、舌の表面の粘液で獲物をくっつけている。食虫植物のモウセンゴケやムシトリスミレでは、葉の表面に粘液を出し、虫を吸着して捕らえる。ムシトリナデシコやモチツツジでも花茎などに粘液の出る部分があり、虫を吸着するが、これはむしろ花に加害する虫を吸着して花を守る働きと考えられる。

物質輸送
- 多くの陸上動物の気道には粘液（気道粘液）の層があり、線毛の動きによって体外に向かって常に移動している。鼻や口から気道に入り込んだ異物はこの粘液層によって絡め取られ、ベルトコンベアのように輸送されて排除される。この粘液が外に出たものが痰である。

感覚の補助
動物の五感のうち、味覚と嗅覚は、生物が特定の化学物質を受容する事で成立する感覚である。
- 味覚においては、味覚受容体細胞が化学物質を受容する仲介として粘液が利用される。ヒトの場合は唾液が舌を湿潤に保ち、溶存物質の拡散を媒介して味覚を補助している。唾液の分泌量が低下して口腔乾燥症に陥ると、虫歯や歯周病の増加と共に味覚障害が現れる。
- ヒトでは嗅覚は味覚ほど粘液の補助を必要としないが、いわゆる鼻水が鼻粘膜の保護を担っている。
- ヘビやトカゲのような爬虫類では、口腔内に存在する鋤鼻器が嗅覚の主体である。ヘビやオオトカゲが頻繁に舌を出入りさせるのは、舌に吸着した化学物質をここへ渡し、臭いとして認識する為である。

被輸送手段としての粘着
- いわゆるひっつき虫と言われる植物の種子には、メナモミやチヂミザサなど、粘液を出して動物に附着し、運搬を行わせるものがある。

### 乾燥したものを使う
粘液そのものではなく、それが乾燥したものを用いる場合もある。カタツムリの殻に粘液膜で蓋をする場合や、肺魚が泥をかためて乾期にこもる繭を作る例などがこれにあたる。クモやイモムシなどの出す糸もこれに近い。

### 粘液と泡
粘液の中に気泡ができると、水面に出ないで内部にとどまる。また、泡を長期に維持する効果もある。これを利用する例もあり、たとえばモリアオガエルなどアオガエル類は粘液で作った泡の中に卵を産む。ベタのように水中に泡巣を作る例もある。

## 物質循環の上で
物質循環では、食う食われるの関係を考える場合がおおいが、粘液が関わる例も少なくない。粘液は生物がその活動とともに分泌するものであるが、その材料は摂取した栄養に基づくからである。たとえばサンゴ礁においては、造礁サンゴが生産者として働いているとされるが、サンゴの分泌する粘液が周囲の動物の食料として重要であると考えられている。動物の糞は菌類にとって特に有効な基質であるが、これは分解しがたい植物質を動物がある程度分解しているからであるほかに、動物の腸内で分泌される粘液が栄養になっている面が大きい。草食動物の糞は、その食材よりも窒素成分等が豊富になることが知られる。